# Rugby Europe International Championships 2022-23
El Rugby Europe International Championships 2022-23 es el sistema de competición entre selecciones nacionales europeas, salvo las Integrantes del Seis Naciones. Esta temporada es la sexta de su nuevo formato y estructura, donde todos los niveles juegan en ciclos de un año, sustituyendo el antiguo formato de ciclo de dos años.

## Sistema de puntuación
La clasificación se determina según los siguientes criterios:
- 4 puntos por una victoria
- 2 puntos por un empate
- 0 puntos por una derrota
- 1 punto bonus por anotar, al menos, 3 ensayos más que el rival (bonus ofensivo)
- 1 punto bonus por perder por 7 o menos puntos (bonus defensivo)
- 1 punto bonus por ganar todos los partidos del grupo (bonus Grand Slam)

## Rugby Europe Championship 2023
| Pos | Selección    |
| --- | ------------ |
|     | Georgia      |
|     | Portugal     |
|     | Rumania      |
| 4   | España       |
| 5   | Países Bajos |
| 6   | Alemania     |
| 7   | Bélgica      |
| 8   | Polonia      |

## Rugby Europe Trophy 2022-23
| Pos. | País     | Encuentros | Encuentros | Encuentros | Encuentros | Tantos  | Tantos    | Tantos     | Puntos Bonus | Puntos |
| Pos. | País     | jugados    | ganados    | empatados  | perdidos   | a favor | en contra | diferencia | Puntos Bonus | Puntos |
| ---- | -------- | ---------- | ---------- | ---------- | ---------- | ------- | --------- | ---------- | ------------ | ------ |
| 1    | Suiza    | 4          | 4          | 0          | 0          | 205     | 72        | +133       | 4            | 20     |
| 2    | Ucrania  | 4          | 2          | 0          | 2          | 117     | 135       | -18        | 1            | 9      |
| 3    | Suecia   | 4          | 2          | 0          | 2          | 82      | 139       | -57        | 1            | 9      |
| 4    | Lituania | 4          | 1          | 0          | 3          | 97      | 122       | -25        | 2            | 7      |
| 5    | Croacia  | 4          | 1          | 0          | 3          | 100     | 133       | -33        | 1            | 5      |

## Rugby Europe Conference 2022-23

### Conferencia 1

#### Conferencia 1 Norte
| Pos. | País            | Encuentros | Encuentros | Encuentros | Encuentros | Tantos  | Tantos    | Tantos     | Puntos Bonus | Puntos |
| Pos. | País            | jugados    | ganados    | empatados  | perdidos   | a favor | en contra | diferencia | Puntos Bonus | Puntos |
| ---- | --------------- | ---------- | ---------- | ---------- | ---------- | ------- | --------- | ---------- | ------------ | ------ |
| 1    | República Checa | 4          | 4          | 0          | 0          | 151     | 41        | +110       | 5            | 21     |
| 2    | Luxemburgo      | 4          | 2          | 0          | 2          | 56      | 56        | 0          | 2            | 10     |
| 3    | Moldavia        | 4          | 2          | 0          | 2          | 69      | 67        | +2         | 2            | 10     |
| 4    | Letonia         | 4          | 2          | 0          | 2          | 57      | 92        | -35        | 1            | 9      |
| 5    | Hungría         | 4          | 0          | 0          | 4          | 42      | 119       | -77        | 1            | 1      |

#### Conferencia 1 Sur
| Pos. | País      | Encuentros | Encuentros | Encuentros | Encuentros | Tantos  | Tantos    | Tantos     | Puntos Bonus | Puntos |
| Pos. | País      | jugados    | ganados    | empatados  | perdidos   | a favor | en contra | diferencia | Puntos Bonus | Puntos |
| ---- | --------- | ---------- | ---------- | ---------- | ---------- | ------- | --------- | ---------- | ------------ | ------ |
| 1    | Israel    | 4          | 3          | 0          | 1          | 115     | 62        | +53        | 2            | 14     |
| 2    | Bulgaria  | 4          | 3          | 0          | 1          | 113     | 83        | +30        | 1            | 13     |
| 3    | Chipre    | 4          | 2          | 0          | 2          | 146     | 87        | +59        | 2            | 10     |
| 4    | Malta     | 4          | 2          | 0          | 2          | 101     | 85        | +16        | 2            | 10     |
| 5    | Eslovenia | 4          | 0          | 0          | 4          | 43      | 101       | -148       | 0            | 0      |

### Conferencia 2

#### Conferencia 2 Norte
| Pos. | País      | Encuentros | Encuentros | Encuentros | Encuentros | Tantos  | Tantos    | Tantos     | Puntos Bonus | Puntos |
| Pos. | País      | jugados    | ganados    | empatados  | perdidos   | a favor | en contra | diferencia | Puntos Bonus | Puntos |
| ---- | --------- | ---------- | ---------- | ---------- | ---------- | ------- | --------- | ---------- | ------------ | ------ |
| 1    | Finlandia | 3          | 3          | 0          | 0          | 84      | 32        | +52        | 3            | 15     |
| 2    | Andorra   | 3          | 1          | 0          | 2          | 69      | 62        | +7         | 1            | 5      |
| 3    | Dinamarca | 3          | 2          | 0          | 1          | 53      | 51        | +2         | 0            | 8      |
| 4    | Noruega   | 3          | 0          | 0          | 3          | 19      | 70        | -51        | 0            | 0      |

#### Conferencia 2 Sur
| Pos. | País                 | Encuentros | Encuentros | Encuentros | Encuentros | Tantos  | Tantos    | Tantos     | Puntos Bonus | Puntos |
| Pos. | País                 | jugados    | ganados    | empatados  | perdidos   | a favor | en contra | diferencia | Puntos Bonus | Puntos |
| ---- | -------------------- | ---------- | ---------- | ---------- | ---------- | ------- | --------- | ---------- | ------------ | ------ |
| 1    | Serbia               | 3          | 3          | 0          | 0          | 125     | 18        | +107       | 4            | 16     |
| 2    | Bosnia y Herzegovina | 3          | 2          | 0          | 1          | 57      | 71        | -14        | 0            | 8      |
| 3    | Montenegro           | 3          | 1          | 0          | 2          | 44      | 106       | -62        | 1            | 5      |
| 4    | Turquía              | 3          | 0          | 0          | 3          | 43      | 74        | -31        | 1            | 1      |

## Rugby Europe Development 2022-23
| Pos. | Nación  | Partidos | Partidos | Partidos  | Partidos | Tantos  | Tantos    | Tantos | Puntos bonus | Puntos |
| Pos. | Nación  | Jugados  | Ganados  | Empatados | Perdidos | A favor | En contra | Dif    | Puntos bonus | Puntos |
| ---- | ------- | -------- | -------- | --------- | -------- | ------- | --------- | ------ | ------------ | ------ |
| 1    | Austria | 2        | 2        | 0         | 0        | 146     | 10        | +136   | 3            | 11     |
| 2    | Kosovo  | 2        | 0        | 0         | 2        | 10      | 146       | -136   | 0            | 0      |

## Repechaje por el ascenso al Trophy
- Los campeones del Conference 1 (Zona Norte y Sur) disputaron un repechaje por el ascenso al Rugby Europe Trophy 2023-24.

| 27 de mayo de 2023 | República Checa | 64 - 19 | Israel |  |  |